# Tom Tjaarda
Pour les articles homonymes, voir Tjaarda.
 (juin 2017).
Si vous disposez d'ouvrages ou d'articles de référence ou si vous connaissez des sites web de qualité traitant du thème abordé ici, merci de compléter l'article en donnant les références utiles à sa vérifiabilité et en les liant à la section « Notes et références ».

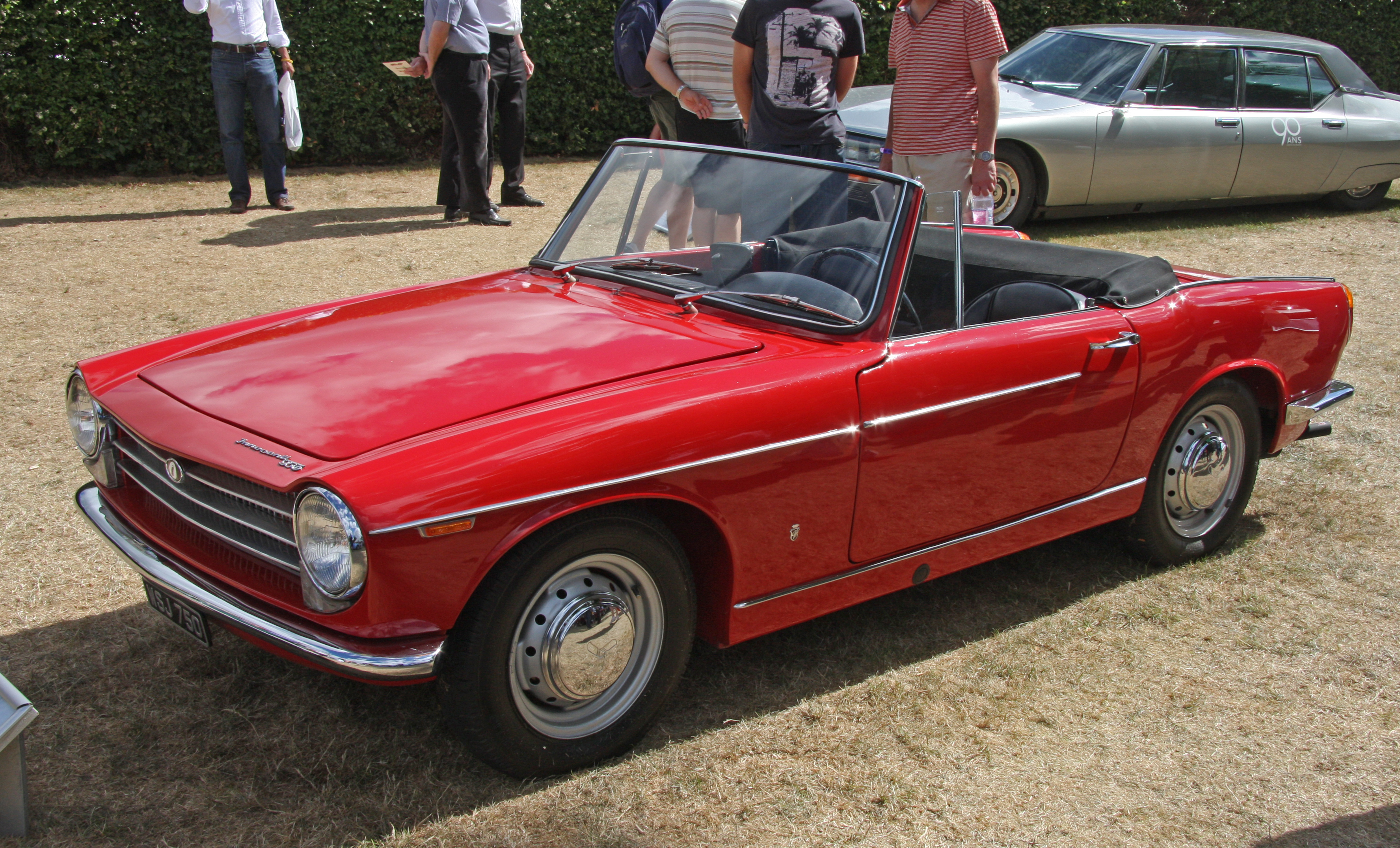
Innocenti 950 S Ghia Spider 950.

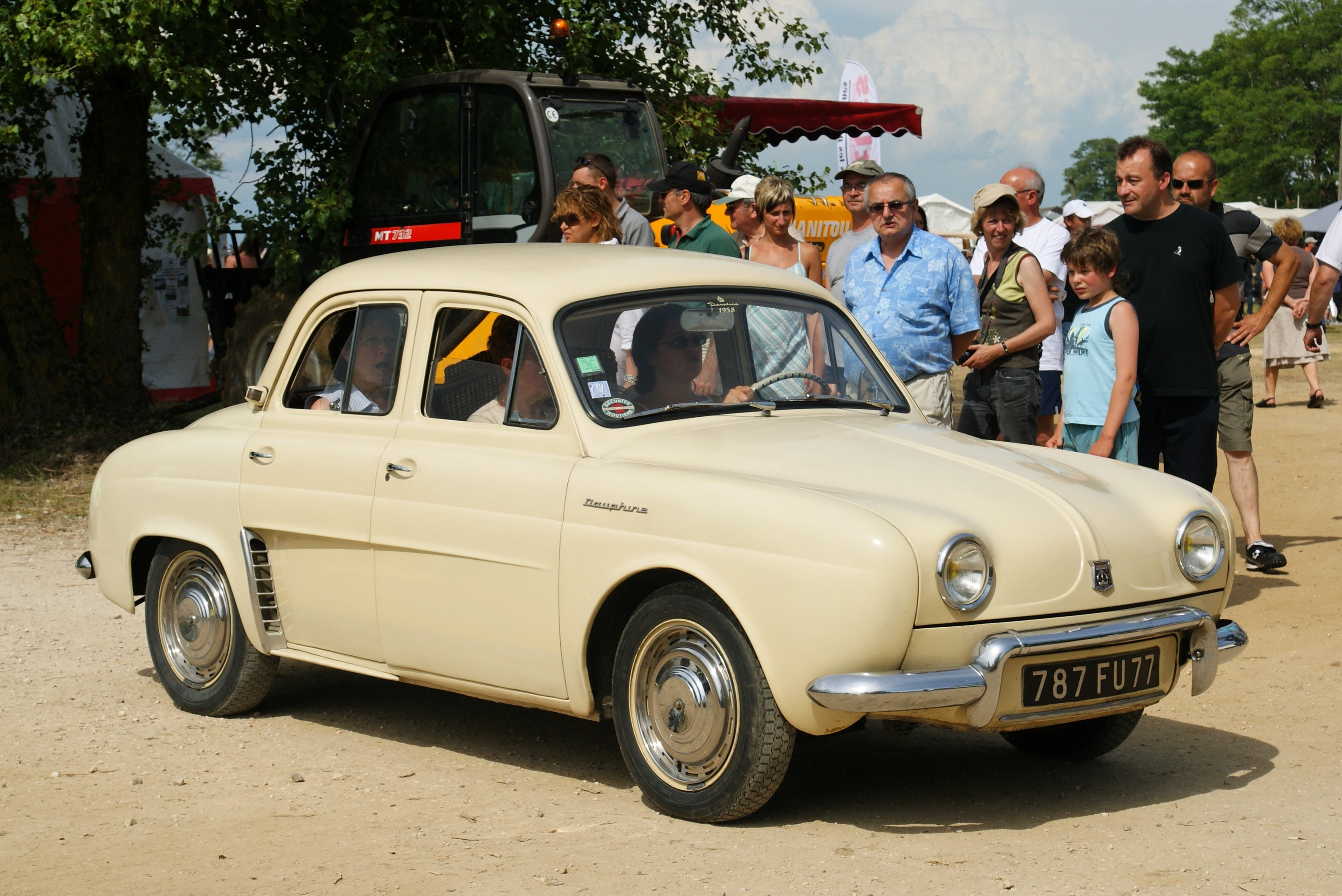
Renault Dauphine.

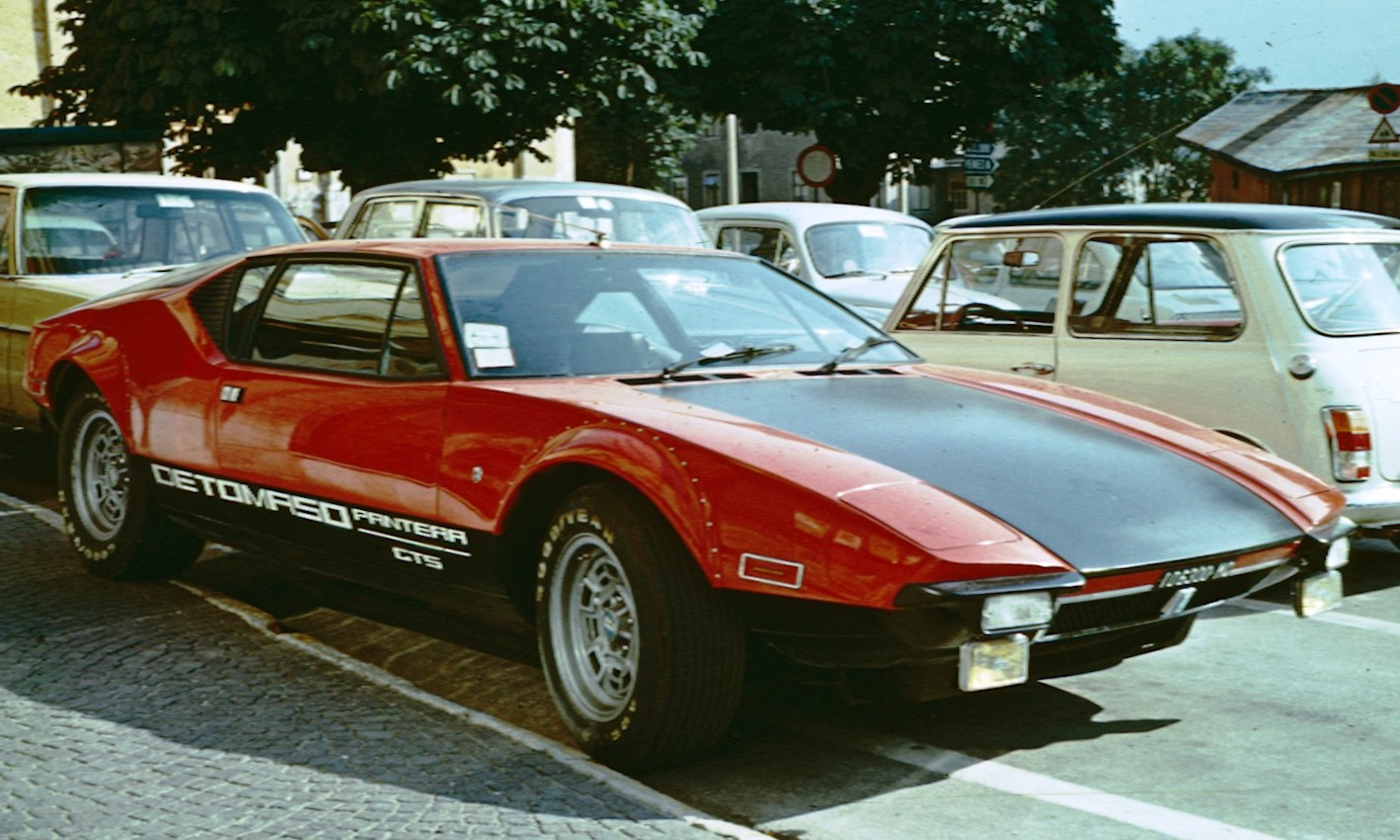
De Tomaso Pantera Cortina

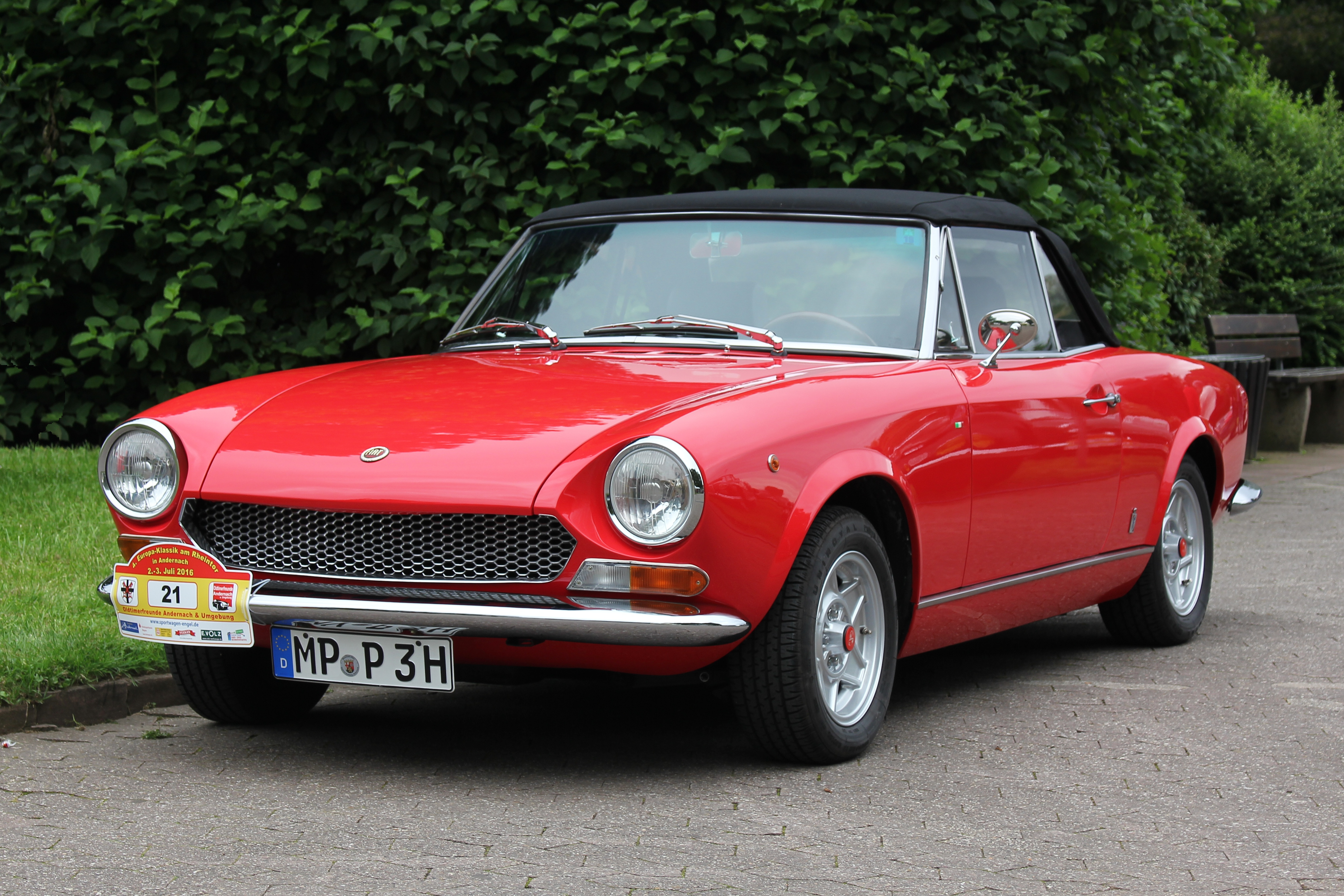
Fiat 124 Spider, 1,4 l, 1970.

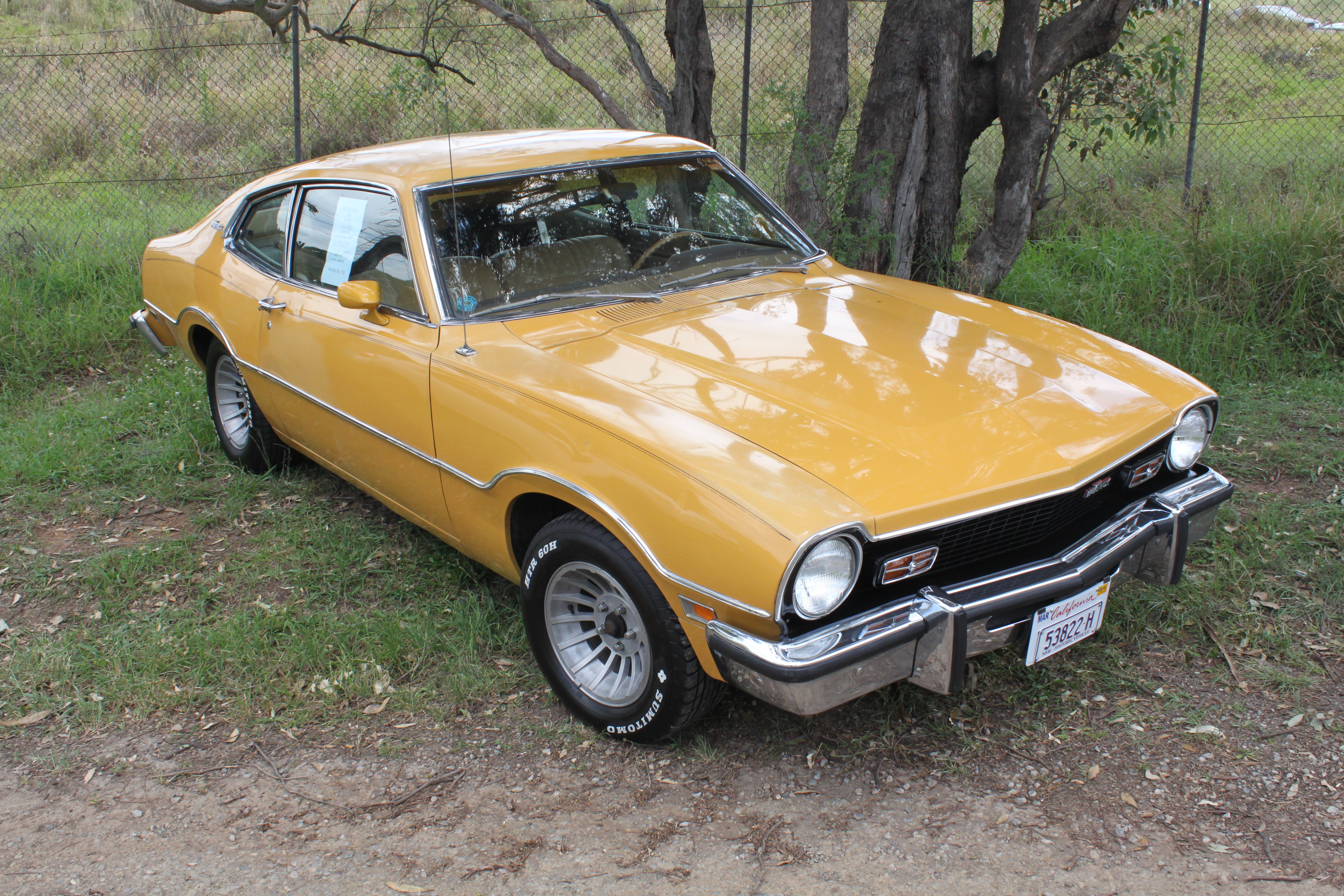
1974 Ford Maverick.

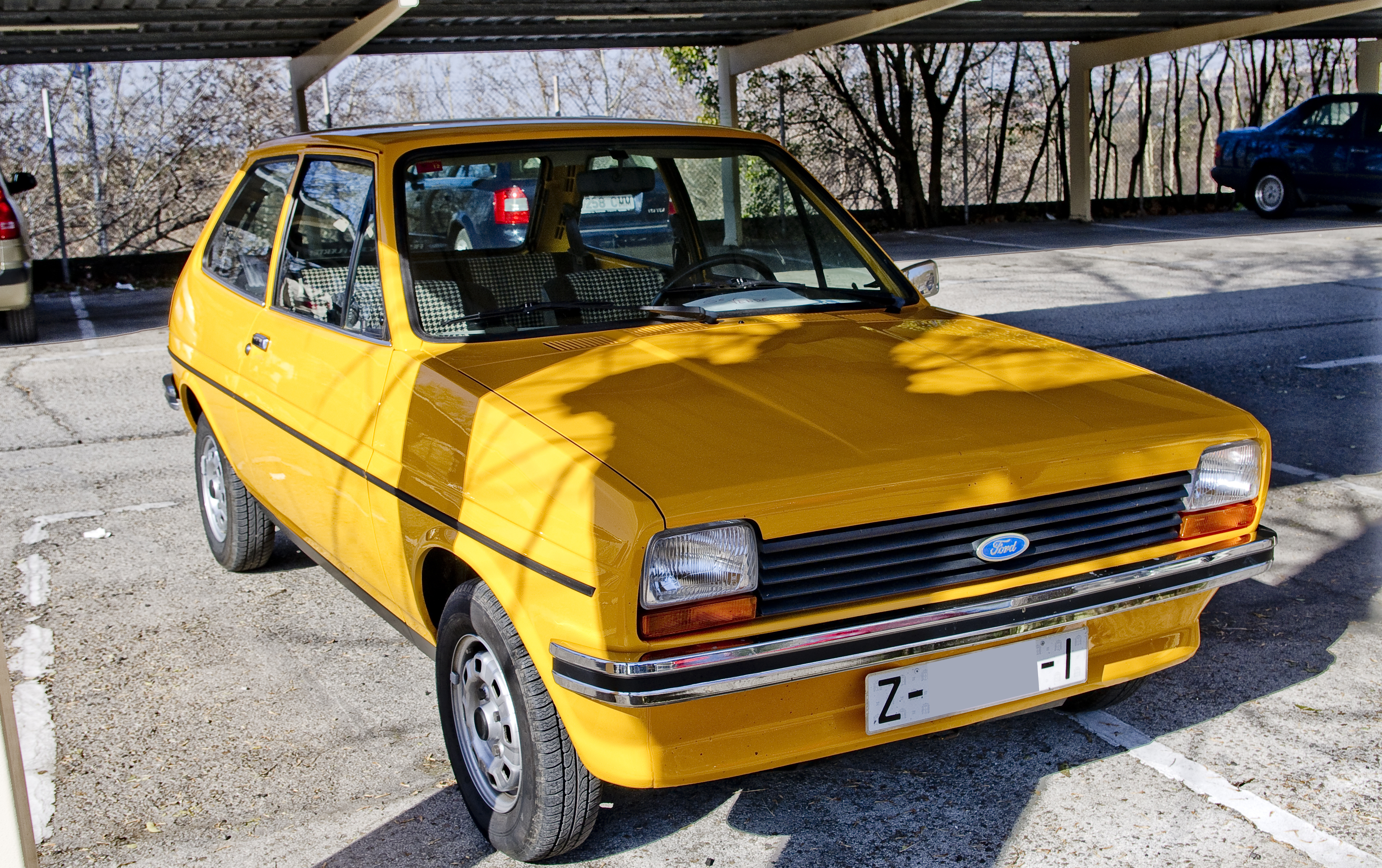
1978 Ford Fiesta L MKI.

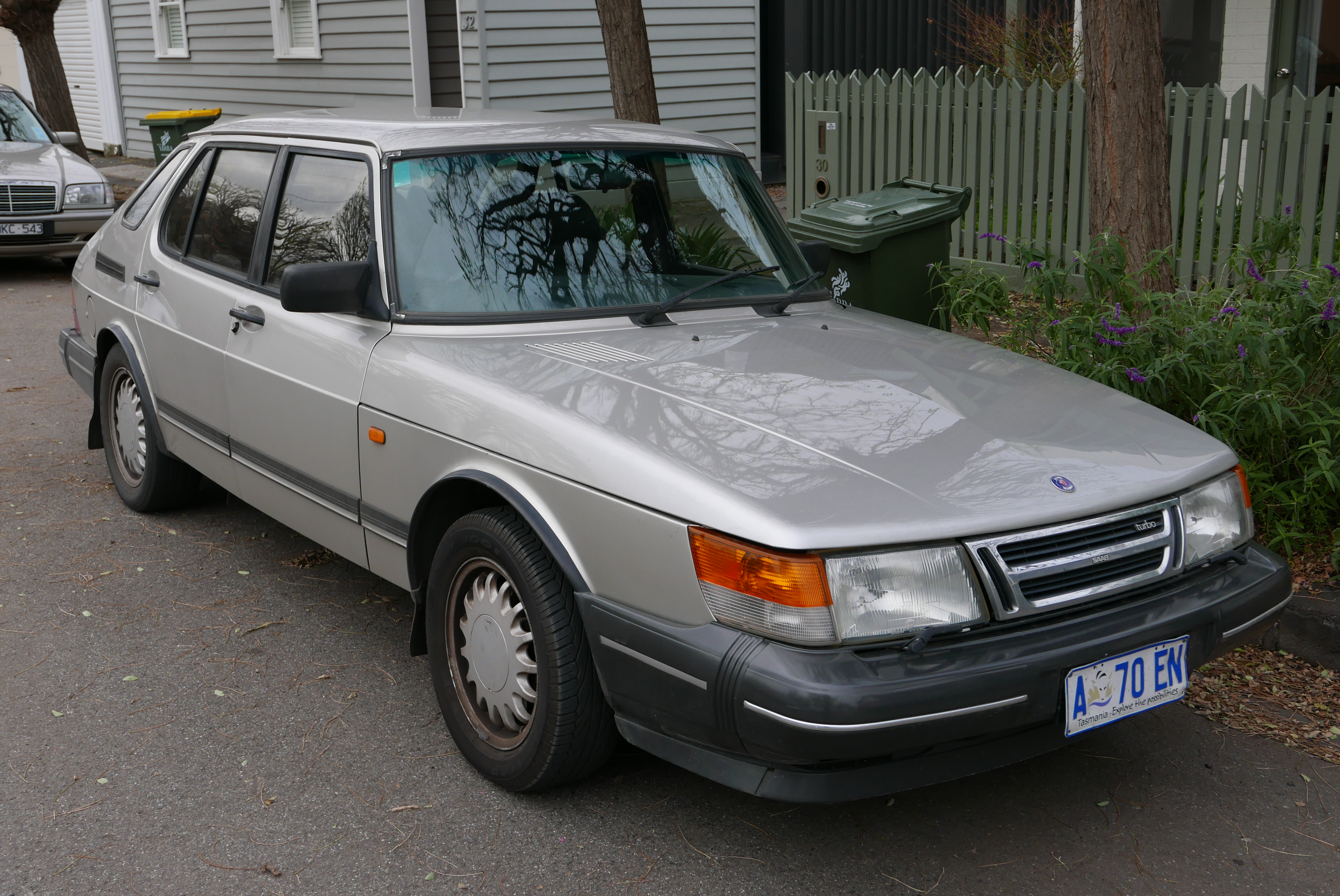
1993 Saab 900 Turbo 5 portes.

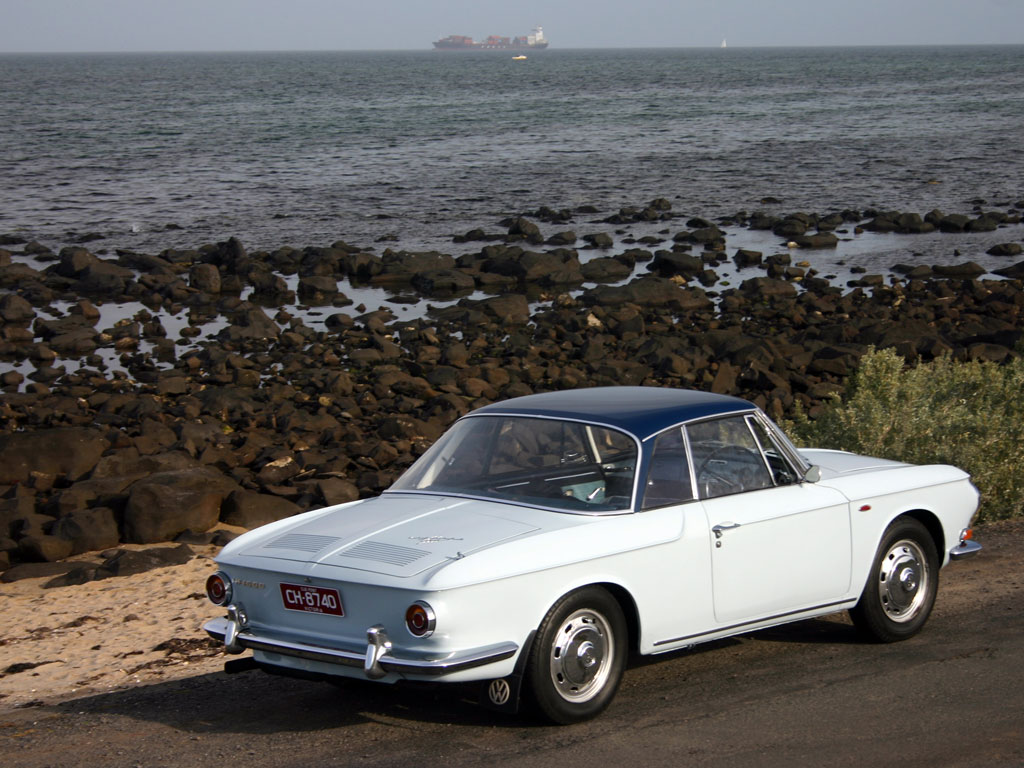
VW Karmann-Ghia Typ 34.

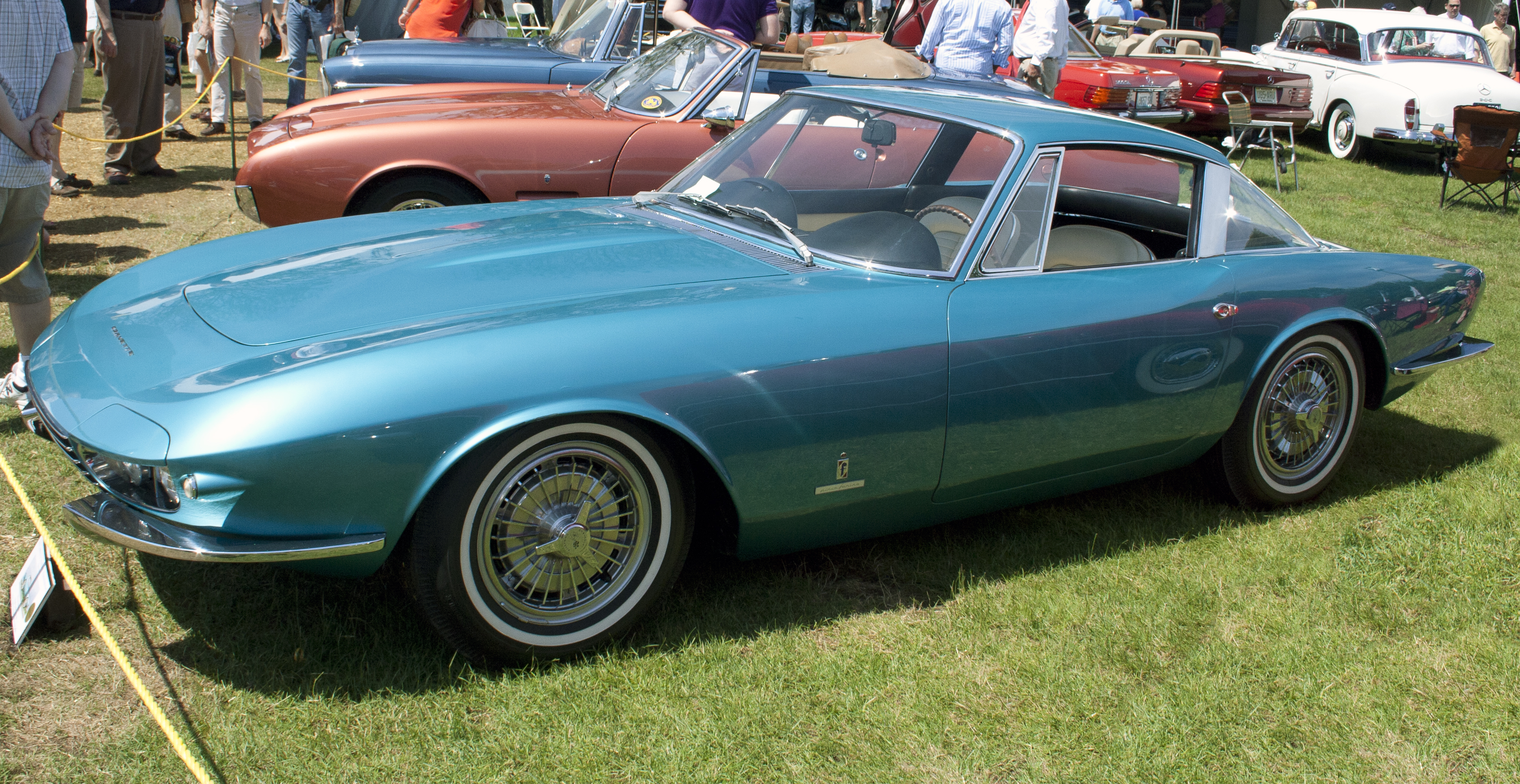
Chevrolet Corvette Rondine.

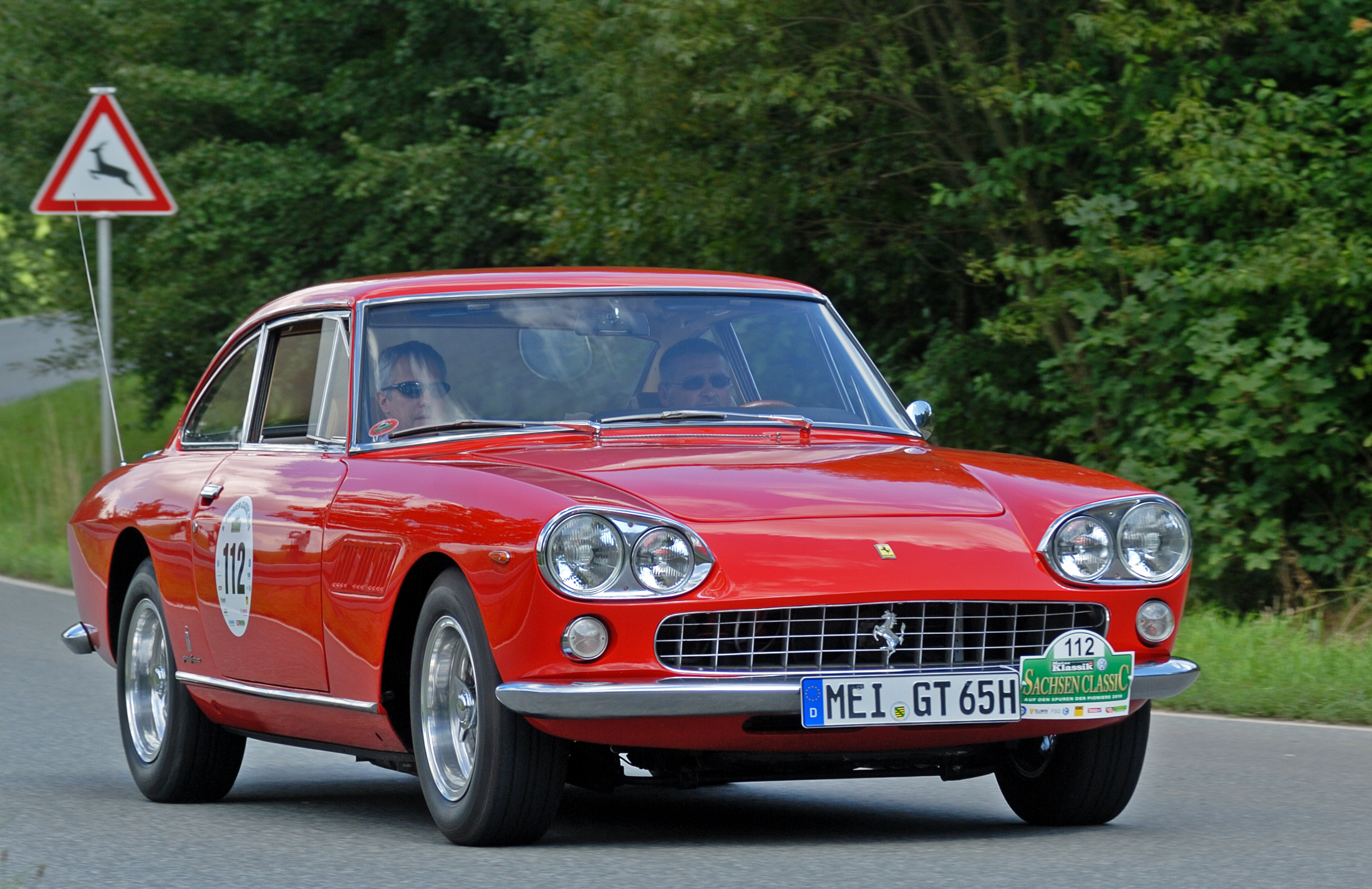
Ferrari 330 GT 2+2.

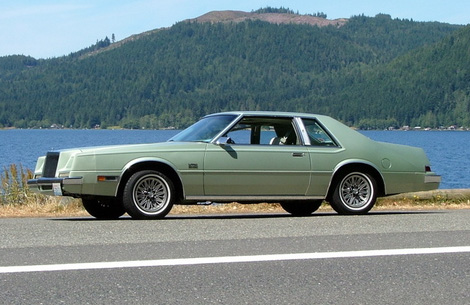
Chrysler Imperial.

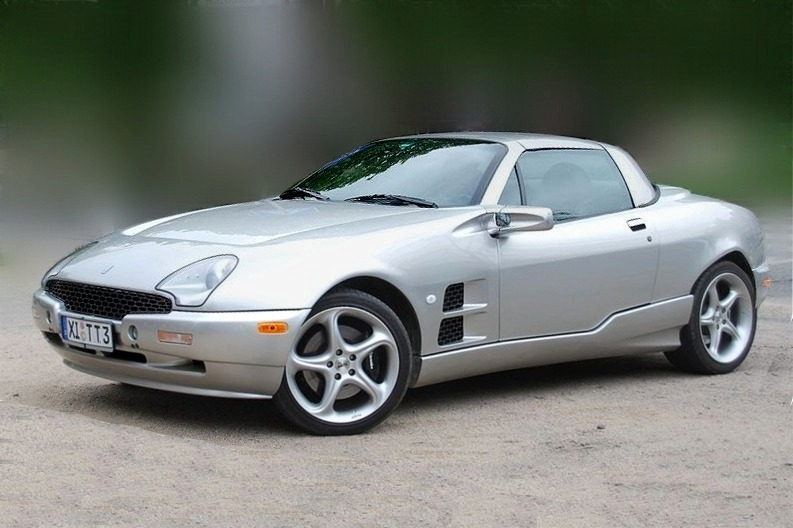
Qvale Mangusta.

Stevens Thompson Tjaarda van Starkenberg dit Tom Tjaarda est un designer automobile américain d’origine néerlandaise né le 23 juillet 1934 à Détroit (États-Unis) et mort le 1er juin 2017 à Turin (Italie).

## Biographie

### Origine et éducation
Tom Tjaarda est le fils du designer automobile néerlando-américain Joop Tjaarda van Starkenberg (1897-1962) à l'origine de la création, dans les années 1930, de la Lincoln-Zephyr. Il présente dès son plus jeune âge un intérêt pour le design automobile.
Après le divorce de ses parents en 1939, Tom vit avec sa mère à Detroit. Il fréquente le lycée de Birmingham (Michigan, USA) (renommé en 1953 Seaholm High School) puis étudie l’architecture à l’université du Michigan. C'est dans cette université qu'un professeur de design industriel lui confie la tâche de construire un modèle de voiture sportive à échelle réelle. Ce professeur montre le modèle finalisé à son ami, Luigi Segre, chef de la carrosserie Ghia à Turin en Italie qui décide d'embaucher Tom Tjaarda.

### Vie professionnelle
Une fois installé à Turin, Tjaarda dessine plusieurs modèles de voitures : certains sont produits en série, d'autres restent des prototypes ou des véhicules d’exposition. Au bout d'un an, en 1961, Tjaarda est embauché par l'entreprise de design automobiles Pininfarina. Là, il dessine plusieurs modèles automobiles. Certains sont produits en grande série parmi lesquels on peut citer les Ferrari 330 gt 2+2 et 365 California, la Fiat 124 Spider et la Corvette Rondine. D'autres sont des prototypes 
En 1965, Tom est embauché par OSI-Fergat, où il participe à la production d'autocollants et de roues de voiture. Quand Giorgetto Giugiaro quitte la Carrosserie Ghia en 1967, Tom retrouve son ancien employeur, désormais en tant que chef de design. Les huit années suivantes, Tom dessine plusieurs modèles mémorables pour Ghia, notamment la DeTomaso Pantera avec moteur central et la Ford Fiesta économique. 
Au milieu des années 1970, Tom attire l’attention dirigeants de Fiat et, en 1977, la plus grande usine d’automobiles d’Italie l'embauche pour diriger son Bureau d'Étude de Design Avancé. C'est là qu'il conçoit notamment le design de la Type 4, de la Lancia Thema, de la Fiat Croma. 
En 1980, Rayton Fissore devient son nouvel employeur. Il travaille alors pour Chrysler à Detroit et Citroën en France. En 1985, il dessine ce qui est à la fois son premier véhicule utilitaire et son premier véhicule tout-terrain, le Rayton Fissore Magnum 4x4, un véhicule produit jusqu’au début des années 1990.

### Tjaarda Design
En 1985, Tom Tjaarda crée à Turin l'entreprise Dimensione Design qui deviendra par la suite Tjaada Design. Tjaarda Design travaille avec de grands constructeurs comme Chrysler, Saab et Fiat Iveco, et avec des clients de niche comme Aston Martin, Bugatti et Bitter. L'entreprise réalise des études de véhicules tout-terrain et de pick-up pour LaForza et Sermac. Elle travaille également pour America’s ASC Incorporated, PPG Zastava et Piaggio.
Sur un marché où les savoir-faire sont cloisonnés, la méthode qui fait la singularité de Tom Tjaarda consiste à regrouper designers et artisans. Cette méthode s'appuie également sur une association étroite avec un réseau de sous-traitants de proximité intégrant ses contraintes de délais de fabrication et de budget. Enfin, elle s'appuie sur une spécialisation dans les études pour les marchés de l'automobile haut de gamme, des Sport utility vehicle et d'autres véhicules de niche, qui sur des marchés mûrs comme l’Amérique du Nord, l’Europe et le Japon, demeurent très rentables.[réf. nécessaire]

## Voitures
- 1955. Dessin latéral de la Renault Dauphine (entrées d'air, dessin final...)
- 1959. Ghia Selene I (avec Sergio Sartorelli)
- 1960. Innocenti 950 Spider (Ghia)
- 1960. (Innocenti)  IXG Dragster (Ghia)
- 1960. VW Karmann Ghia 1500 (type 34) Coupé (design de l'arrière ; design principal de Sergio Sartorelli)
- 1961. Ferbedo Automobilina pedal car (Ghia)
- 1961. Ghia Cart
- 1961. Innocenti 1100 Coupé (Ghia)
- 1962. Chevrolet Corvair Coupé (Pininfarina) (I)
- 1963. Chevrolet Corvette Rondine Coupé (Pininfarina) (I)
- 1963. Fiat 2300 (Pininfarina)
- 1963. Lancia Flaminia 2.8  Coupé Speciale (Pininfarina)
- 1964. Chevrolet Corvette Rondine  Coupé (II) (Pininfarina)
- 1964. Ferrari 330 GT 2+2 ) series 1 (Pininfarina)
- 1964. Mercedes 230 SL  Coupé (Pininfarina)
- 1965. Fiat 124 Spider (Pininfarina)
- 1966. Ferrari 365 GT California (Pinifarina)
- 1968. Chevrolet Checker Berlina (avec Giorgetto Giugiaro)
- 1968. Serenissima Coupé (Ghia)
- 1969. De Tomaso Mustela (I) (Ghia)
- 1969. Isuzu Bellett MX1600 GT (Ghia)
- 1969. Lancia Flamina Marica (Ghia)
- 1969. Lancia Fulvia 1600 HF Competizione (Ghia)
- 1970. De Tomaso Deauville (Ghia)
- 1970. De Tomaso Pantera (Ghia)
- 1970. (Lancia Flavia) Giacobbi Sinthesis 2000
- 1970. Williams De Tomaso-Ford (Cosworth) 505/38 (De Tomaso Formula 1)
- 1971. All-Cars Auto Zodiaco Damaca
- 1971. De Tomaso 1600  Spider (Ghia)
- 1971. De Tomaso Zonda (Ghia)
- 1971. Isuzu Bellett SportsWagon (Ghia)
- 1972. De Tomaso Longchamp (Ghia)
- 1972. De Tomaso Pantera L (Ghia)
- 1972. De Tomaso Pantera 290 (Ghia)
- 1972. De Tomaso Pantera GT4 (Ghia)
- 1972. Ford Fiesta projet Wolf" (Ghia, ')
- 1973. De Tomaso/Ford Pantera 7X (Ghia)
- 1973. De Tomaso Monttella 1/1 197X
- 1973. Ford Mustela (II) (Ghia)
- 1974. Ford Coins (Ghia)
- 1974. Ford Maverick
- 1978. Lancia Y10
- 1979. Fiat Brazil
- 1979. Ford Mustang II Proposals  (variantes) (Ghia)
- 1979. Zastava (facelifts de modèles pour la Yougoslavie basés sur les modèles Fiat)
- 1980. De Tomaso Longchamp Cabrio
- 1981. Seat Ronda
- 1981. Seat Guappa Coupé
- 1982. Chrysler LeBaron
- 1982. Chrysler Imperial
- 1983. Rayton-Fissore Taxi Torino
- 1985. Chrysler Jeep (Interior)
- 1985. Rayton-Fissore Magnum 4x4
- 1989. Aston Martin Lagonda Coupé
- 1988. PPG 4x4 (USA)
- 1989. Laforza Magnum 4x4
- 1989. Zastava Véhicule utilitaire
- 1991. Bitter Tasco
- 1992. Saab 900 quatre portes
- 1992. Suzuki Coupé (pour Bugatti)
- 1993. Fiat Iveco Truck Interior
- 1995. Lamborghini Diablo (intérieur)
- 1998. Isotta-Fraschini T8 Coupé
- 1998. Isotta-Fraschini T12 Coupé
- 2000. Qvale Mangusta (II)
- 2001. Laforza PSV (II) (production de l'ingéniéring uniquement)
- 2002. Spyker GT Sport
- 2003. Fiat Barchetta (Facelift)
- 2006. Shelby Series 2